# 420년대
420년대는 420년부터 429년까지를 가리킨다.